# Антоніо Адан
Анто́ніо Ада́н (ісп. Antonio Adán, нар. 13 травня 1987, Мадрид, Іспанія) — іспанський футболіст, воротар.

## Клубна кар'єра
Народився 13 травня 1987 року в місті Мадриді. Вихованець футбольної школи клубу «Реал Мадрид».
У дорослому футболі дебютував 2004 року виступами за команду «Реал Мадрид C», в якій провів два сезони, взявши участь у 51 матчі чемпіонату. Більшість часу, проведеного у складі третьої команди мадридського «Реала», був основним голкіпером команди.
До команди «Реал Мадрид Кастілья» приєднався 2006 року. Відіграв за дублерів королівського клубу наступні три сезони своєї ігрової кар'єри.
До складу основної команди клубу «Реал Мадрид» почав залучатися 2009 року. Наразі встиг відіграти за королівський клуб 4 матчі в національному чемпіонаті.

## Виступи за збірні
У 2002 році дебютував у складі юнацької збірної Іспанії, взяв участь у 19 іграх на юнацькому рівні.
У 2007 році залучався до складу молодіжної збірної Іспанії. На молодіжному рівні зіграв у 6 офіційних матчах.

## Досягнення
«Реал Мадрид»
- Володар Кубка Іспанії з футболу: 2010-11
- Володар Суперкубка Іспанії з футболу: 2012
- Чемпіон Іспанії: 2011-12

«Атлетіко»
- Володар Суперкубка УЄФА: 2018

«Спортінг»
- Володар Кубка португальської ліги: 2020-21, 2021-22
- Чемпіон Португалії: 2020-21
- Володар Суперкубка Португалії: 2021

Іспанія
- Чемпіон Європи (U-19): 2006